# Сельское поселение Украинка
Сельское поселение Украинка — муниципальное образование в Большечерниговском районе Самарской области.
Административный центр — село Украинка. Население сельского поселения Украинка в 2021 году составляло 1543 человека. 

## Административное устройство
В состав сельского поселения Украинка входят:
- село Украинка,
- посёлок Иргизский,
- деревня Денгизбаево,
- деревня Имелеевка,
- деревня Утекаево.